# Róka-hegyi kőfejtő 4. sz. barlangja
A Róka-hegyi kőfejtő 4. sz. barlangja a Duna–Ipoly Nemzeti Parkban lévő Budai Tájvédelmi Körzetben, Budapest III. kerületében található egyik barlang.

## Leírás
A Pilis hegység egyik legdélkeletibb hegyének, a Róka-hegynek egyik, már nem művelt kőfejtőjében, természetvédelmi területen, a kőfejtő DNy-i sziklafalában, a kőfejtő talpszintjétől számítva kb. 6 m magasságban van a barlang bejárata. Lentről nem látható a bejárat. A bejárat a sziklafalra a Róka-hegyi kőfejtő 3. sz. barlangja felé felmászva vehető észre. A Róka-hegyi kőfejtő 4. sz. barlangja a Róka-hegyi Kristály-barlang és a Róka-hegyi kőfejtő 2. sz. barlangja között helyezkedik el. A Róka-hegyi kőfejtő 4. sz. barlangja és a Róka-hegyi kőfejtő 3. sz. barlangja ugyanannak a tektonikus síknak a mentén jöttek létre. A Róka-hegyi kőfejtő 4. sz. barlangjának bejárata könnyű sziklamászással megközelíthető és a barlang bejárása sem rejteget nagy veszélyeket. A barlang engedély nélkül és barlangjáró alapfelszereléssel megtekinthető.
A 2,5 m hosszú barlang egyetlen egyszerű, lejtős folyosóból áll, amely elszűkül a végpontjánál. A barlang a kőfejtőben található többi barlanggal azonos módon, freatikus körülmények között jött létre.
Előfordul a barlang az irodalmában Mászófali Alsó-barlang (Sásdi 1997) és Róka-hegyi kőfejtő Mászófali alsó-barlang neveken is.

## Kutatástörténet
Kőbányászat következtében tárult fel a barlang. Az 1973-ban napvilágot látott Budapest lexikonban meg van említve, hogy a Róka-hegy tetején és oldalain működő vagy félbehagyott kőfejtők mélyedéseiből két kis (hévizes eredetű) akna, illetve néhány kis mesterséges üreg nyílik. Az 1984-ben kiadott, Magyarország barlangjai című könyv országos barlanglistájában nem szerepel a barlang neve. A barlangot 1997. március 8-án Sásdi László mérte fel, majd a felmérés alapján megszerkesztette a Mászófali Alsó-barlang (Róka-hegyi kőfejtő) alaprajz térképét. A térképen 1:100 méretarányban van bemutatva a barlang.